# Ludvig III. Bavarski
Ludvig III. Leopold Josip Bavarski (München, 7. siječnja 1845. – Sárvár, Mađarska, 18. listopada 1921.), bavarski kralj iz dinastije Wittelsbach, sin princa-regenta Luitpolda. Vladao je od 1912. kao regent, a od 1913. kao nasljednik duševno bolesnog kralja Otona, brata Ludviga II.
Godine 1918. izbila je bavarska revolucija koja ga je prisilila na bijeg iz zemlje. Monarhija je ukinuta što je dovelo do kraja višestoljetne vlasti Wittelsbachovaca u Bavarskoj.

## Privatni život
Oženio se 1868. s Marijom Terezom von Austria-Este († 1919.) s kojom je imao trinaestoro djece:
- Rupprecht (1869. – 1955.), prijestolonasljednik Bavarske
- Adelgunde Marie Auguste Therese (1870. – 1958.)
- Maria Ludwiga Theresia (1872. – 1954.)
- Karl Maria Luitpold (1874. – 1927.)
- Franz Maria Luitpold (1875. – 1957.)
- Mathilde Marie Theresia Henriette Christine Luitpolda (1877. – 1906.)
- Wolfgang Maria Leopold (1879. – 1895.)
- Hildegarde Maria Christina Therese (1881. – 1948.)
- Notburga Karolina Maria Theresia (1883.)
- Wiltrud Marie Alix (1884. – 1975.)
- Helmtrud Marie Amalie (1886. – 1977.)
- Dietlinde Maria Theresia Josepha Adelgunde (1888. – 1889.)
- Gundelinde Maria Josepha (1891. – 1983.)